# Ильм ар-риджаль
‘Ильм ар-риджаль (араб. عِلْمُ الرِّجال‎, «наука о мужах») — одна из шариатских дисциплин в хадисоведении, изучающая передатчиков хадисов, их биографии, происхождение, религиозные и политические убеждения, личные качества (включая степень честности и правдивости) с тем, чтобы в итоге выявить достоверные и не заслуживающие доверия хадисы.

## История
При жизни пророка Мухаммеда у мусульман не было необходимости устанавливать достоверность хадисов и их передатчиков (рави). Однако после его смерти, уже при жизни сахабов, среди мусульман начинается раскол и появляются первые секты и течения, которые используют выдуманные и подложные предания от имени Мухаммеда для защиты своих убеждений. Сначала исследования иснадов и передатчиков хадисов носят бессистемный характер, но уже в первой половине II века по хиджре илм ар-риджал оформляется в отдельную научную дисциплину.
Самыми ранними книгами «науки о мужах» являются:
- ат-Тарих аль-Лайса ибн Саада (712—791).
- ат-Тарих Абдуллаха ибн аль-Мубарака (736 −797).

Аз-Захаби также упоминал об утерянной книге аль-Валида ибн Муслима (ум. в 195 г.х.) посвящённой этой науке.
Насчёт отцов-основателей этой дисциплины имеются различные мнения:
- Ибн Раджаб аль-Ханбали и Яхъя ибн Маин считали, что первым, кто начал устанавливать достоверность передатчиков хадисов является Мухаммад ибн Сирин (653—729), который был табиином, современником и учеником сподвижников Мухаммеда. Али ибн аль-Мадини говорил, что первыми в науке о мужах были: Мухаммад ибн Сирин, Айюб ас-Сахтияни (ум. 131 г.х.), Ибн Аун (ум. 150 г.х.), Шу’ба ибн аль-Хаджжадж (ум. 160 г.х.), Яхъя ибн Саид аль-Каттан (ум. 198 г.х.) и Абдуррахман ибн Махди (ум. 198 г.х.).
- Аз-Захаби считал, что первым в илм ар-риджал был аш-Шааби (ум. в 103 г.х.), а затем уже Ибн Сирин.
- Ибн Хиббан писал, что первым, кто начал исследовать риваяты и передатчиков хадисов был Саид ибн аль-Мусайиб (637—715), затем аль-Касим ибн Мухаммад ибн Абу Бакр (ум. 106 г.х.), Салим ибн Абдуллах ибн Умар (ум. 106 г.х.), Али ибн аль-Хусейн ибн Али (ум. в 93 г.х.) и другие[1].

## У шиитов
Илм ар-риджал является одной из классических наук (аль-улюм ан-наклиййа), изучаемых в системе хаузы. Каждый учёный, достигший уровня иджтихада, должен быть квалифицированным специалистом в области илм ар-риджал.

## Основные труды по илм ар-риджал у суннитов

### Табакаты
Табака́т (араб. طبقات‎) — это книги различных авторов, в которых передатчики хадисов классифицированы по периоду их жизни и иснадам (то есть, в один табакат могут попасть только те, кто жили в одно время и учились у определённых шейхов). Первые табакаты появились во II веке хиджры.
Табакаты состоящие из четырёх классов (сахаба, табиины, таби ат-табиины и их последователи):
- аль-Васити (ум. 292 г.х.) — Тарих Васит.
- Ибн Хиббан — ас-Сикат и Машахир уляма аль-амсар.
- аль-Хаким ан-Найсабури — Тарих Нишапур.

Табакаты состоящие из классов, разделённых согласно их ученичеству у шейхов:
- Мухаммад ибн Саид аз-Зухри — ат-Табакат аль-Кубра.
- Халифа ибн Хайят аль-Асфари — ат-Табакат.
- аль-Хаким ан-Найсабури — Ма’рифат улюм аль-хадис.

Самые известные табакаты:
- Мухаммад ибн Умар аль-Вакиди (ум. 207 г.х.) — ат-Табакат. Самый ранний из известных табакатов.
- аль-Хайсам ибн Ади (ум. 207 г.х.) — Табакат ман рава ан ан-Набий (ﷺ)
- Мухаммад ибн Саад Катиб аль-Вакиди (ум. 230 г.х.) — ат-Табакат аль-Кубра.
- Али ибн Абдуллах аль-Мадини (ум. 234 г.х.) — ат-Табакат.
- Абу Исхак Ибрахим ибн аль-Мунзир (ум. 236 г.х.) — ат-Табакат.

### Книги, посвящённые изучению сподвижников Мухаммеда
Ку́туб ма’рифат ас-саха́ба (араб. كتب معرفة الصحابة‎) — это книги, посвящённые детальному изучению биографий сподвижников пророка Мухаммеда, которые являются единственным источником хадисов.
Самые известные книги этого типа:
- Абу Убейда Муаммар ибн аль-Мусанна (ум. 208 г.х.) — ас-Сахаба.
- Али ибн аль-Мадини (ум. 234 г.х.) — Ма’рифат ман назала мин ас-сахаба саир аль-бульдан.
- Абдуррахман ибн Ибрахим ибн Амр ад-Димашки, более известный как «Дахим» (ум. 245 г.х.) — ас-Сахаба.
- Мухаммад ибн Исмаил аль-Бухари (ум. 256 г.х.) — Тарих ас-сахаба.
- Абу Зура ар-Рази (ум. 264 г.х.) — ас-Сахаба.

### аль-Джарх ва-т-Та’диль
аль-Джарх (араб. الجرح‎, дискредитация) и ат-Та’ди́ль (араб. التعديل‎, смягчение (приговора)) — исламская дисциплина, занимающаяся тем, что определяет степень достоверности (или слабости) передатчиков хадисов. Основы джарха и та’диля были положены в конце I века и начале II века по хиджре. Первым, кто обозначил критерии джарха и та’диля был аль-Хаким ан-Найсабури в своём труде Ма’рифат улюм аль-хадис.
Книги по джарху и та’дилю делятся на три вида:
1. Посвящённые только слабым передатчикам (например: ад-Ду’афа аль-Бухари, ан-Насаи, аль-Акили и др.).
2. Посвящённые только достоверным передатчикам (например: ас-Сикат Ибн Хиббана и др.).
3. Книги, в которые включены и слабые и достоверные равии (например: Тарих аль-Бухари, Тарих Ибн Абу Хайсамы, аль-Джарх ва-т-Та’диль Ибн Абу Хатима ар-Рази).

Самые первые книги по джарху и та’дилю были вышеупомянутого третьего типа. Это «Тарихи» аль-Лайса ибн Саада, Абдуллаха ибн аль-Мубарака, аль-Валида ибн Муслима (ум. 195 г.х.), Дамры ибн Рабиа (ум. 202 г.х.) и Абу Нуайма аль-Фадля ибн Дукайна (ум. 218 г.х.). Затем появились книги, посвящённые только слабым передатчикам: «Ду’афа» Яхъи ибн Саида аль-Каттана и Яхъи ибн Маина. Последними появились книги о достоверных передатчиках: «ас-Сикат ва-ль-Мутасаббитун» Али ибн аль-Мадини.
Самые известные книги по джарху и та’дилю, в которых собраны передатчики и достойные и недостойные доверия:
- Мухаммад ибн Саад Катиб аль-Вакиди (ум. 230 г.х.) — ат-Табакат аль-Кубра.
- Яхъя ибн Абдуллах ибн Бакир (ум. 231 г.х.) — ат-Тарих.
- Абу Закария Яхъя ибн Маин (ум. 233 г.х.) — ат-Тарих.
- Абу Бакр Абдуллах ибн Мухаммад ибн Абу Шейба (ум. 235 г.х.) — ат-Тарих.
- Абу Ахмад Махмуд ибн Гилян аль-Марвази (ум. 239 г.х.) — ат-Тарих.

Самые известные книги, в которых собраны только слабые передатчики:
- Яхъя ибн Саид аль-Каттан (ум. 198 г.х.) — ад-Ду’афа.
- Абу Закария Яхъя ибн Маин — ад-Ду’афа.
- Али ибн аль-Мадини — ад-Ду’афа.
- Мухаммад ибн Абдуллах ибн Абдуррахим ибн Саид аз-Зухри (ум. 249 г.х.) — ад-Ду’афа.
- Мухаммад ибн Исмаил аль-Бухари — ад-Ду’афа аль-Кабир и ад-Ду’афа ас-Сагир.

Самые известные книги, в которых собраны только достойные доверия передатчики:
- Али ибн аль-Мадини — ас-Сикат ва-ль-Мутасаббитун.
- Абуль-Хасан Ахмад ибн Абдуллах ибн Салих аль-Аджли (ум. 261 г.х.) — ас-Сикат.
- Абуль-Араб Мухаммад ибн Ахмад ат-Тамими аль-Африки (ум. 333 г.х.) — ас-Сикат.
- Ибн Хиббан — ас-Сикат.

### Книги, посвящённые географической летописи
Ку́туб тава́рих ар-риджа́л аль-махалли́я (араб. كتب تواريخ الرجال المحلية‎) — это труды мусульманских историков и хадисоведов, посвящённые ознакомлению с городами и регионами, в которых жили или побывали передатчики хадисов. Необходимость в этих исследованиях обуславливается тем, что для принятия хадиса хадисоведы должны убедиться в том, что передатчик хадиса и его шейх проживали в одной местности, в одну и ту же эпоху и могли получать и передавать знания друг другу. Эти книги могут быть посвящены истории и жителям одного города (например: «Тарих Багдад» аль-Хатиба аль-Багдади, «Тарих Димашк» Ибн Асакира) или множества городов (например: «Табакат» Ибн Саада, «Машахир уляма аль-амсар» Ибн Хиббана).
Первые книги такого рода, посвящённые определённому городу или местности, появились во II веке хиджры, до этого они охватывали сразу множество городов.
Самые известные книги по географической летописи:
- Абу-ль-Валид Мухаммад ибн Абдуллах аль-Азраки Тарих Макка (Мекка).
- Мухаммад ибн Исхак аль-Факихи Тарих Макка (Мекка).
- Абу Али Мухаммад ибн Али аль-Фарахинани (ум. в 861) ат-Тарих фи риджал аль-хадис фи Марв (Мерв).
- Абу-ль-Хасан Ахмад ибн Сайяр аль-Марвази (ум. в 881) Ахбар Марв (Мерв).
- Абу Абдуллах Мухаммад ибн Язид ибн Маджа аль-Казвини (ум. в 886) Тарих Казвин (Казвин).

### Книги, посвящённые именам, куньям и лакабам
Кутуб аль-асма ва-ль-куна ва-ль-алькаб (араб. كتب الأسماء و الكنى و الألقاب‎) — это книги, посвящённые именам, куньям и лакабам передатчиков хадисов. Такие сборники составляются во избежание ошибок и путаницы в именах передатчиков.
Самые известные книги такого рода:
- Али ибн аль-Мадини Китаб аль-асами ва-ль-куна.
- Ахмад ибн Ханбаль аль-Асами ва-ль-куна.
- Мухаммад аль-Бухари аль-Куна.
- Муслим ибн аль-Хаджжадж аль-Куна ва-ль-асма.
- Абу Абдуллах Мухаммад ибн Ахмад аль-Мукаддами (ум. в 913) Тарих асма аль-мухаддисин ва кунахум.

### Книги, посвящённые противоречиям в именах передатчиков
Имена и прозвища у передатчиков хадисов могут быть ясными и понятными (муталиф, араб. مؤتلف‎) или иметь несколько вариантов прочтения (мухталиф, араб. مختلف‎). Различению таких имён посвящены многие книги мусульманских авторов.
Самые известные книги такого рода:
- Абу Ахмад аль-Хасан ибн Абдуллах аль-Аскари (ум. в 992) Китаб тасхифат аль-мухаддисин: Мас йусаххифу фи-ль-асма ва-с-сахих минха.
- ад-Даракутни аль-Муталиф ва-ль-Мухталиф.
- Абу-ль-Валид Абдуллах ибн Мухаммад ибн аль-Фарди (ум. в 1012) аль-Муталиф ва-ль-Мухталиф и Муштабих ан-нисба.
- Абу Мухаммад Абд аль-Гани ибн Саид аль-Мисри аль-Азди (ум. в 1018) аль-Муталиф ва-ль-Мухталиф и Муштабих ан-нисба.
- Абу Саад Ахмад ибн Мухаммад аль-Малини (ум. в 1021) аль-Муталиф ва-ль-Мухталиф фи-ль-ансаб.

Также существуют труды, посвящённые тёзкам среди передатчиков хадисов. Этот раздел науки о хадисах называется марифат аль-муттафак ва-ль-муфтарак, то есть «познание тех, чьи имена пишутся одинаково, но они являются разными личностями». Самые известные книги такого рода:
- Абу Бакр Мухаммад ибн Абдуллах аль-Джаузаки (ум. в 992) аль-Муттафак ва-ль-Муфтарак и аль-Муттфак аль-Кабир.
- аль-Хатиб аль-Багдади аль-Муттафак ва-ль-Муфтарак.
- аль-Хатиб аль-Багдади аль-Муваддых ли-авхам аль-муджамма ва-т-тафрик.
- аль-Хатиб аль-Багдади тальхис аль-муташабих фи-р-расм.

## Основные труды по илм ар-риджал у шиитов
- «Китаб ар-риджал» Абу-ль-Аббаса Ахмада ибн Али ан-Наджаши (ум. 450/ 1058). В данной книге преимущественно содержится информация о составителях сборников хадисов. Кроме того, информация в ней мало систематизирована. В дальнейшем эти недостатки были устранены руками Казима аль-Ансари (ум. 1006/1597-98), Муллы Инаятуллы Кухпаи (ум. 1016/1607-08) и шейха Давуда ибн аль-Хасана аль-Бахрейни (ум. 1104/1692-93).
- «Китаб аль-фихрист» Мухаммада ибн аль-Хасана ат-Туси (ум. 460/1067-68). Биографии передатчиков в этой книге приведены в алфавитном порядке. «Китаб ар-риджал» того же автора, где имена современников двенадцати имамов размещены исходя из хронологического принципа.
- «Маарифат ахбар ар-риджал» Умара ибн Мухаммада аль-Кашши.
- «Ар риджал ад-дуафа» Ибн аль-Гадаири и Ахмада ибн аль-Хусейна ибн Абдуллы (5 век хиджры).
- Труд по илм ар-риджал, принадлежащий перу Мухаммада ибн Йакуба аль-Кулейни (ум. 329/940-41), автора сборника «Аль-Кафи».
- «Аль-Масабих» шейха ас-Садука (ум. 381/991-92).
- «Китаб аль-фихрист» Али ибн Убайдуллы аль-Бабавейха (ум. После 585/1189). В данном труде собраны биографии шиитских учёных. В дальнейшем Аллама Маджлиси включил эту книгу в пятнадцатый том своей энциклопедии хадисов «Бихар аль-анвар».
- «Китаб риджал аш-шиа» Ибн Битрика Яхъи ибн аль-Хасана (ум. 630/1203-4).
- «Халь аль-ишкал» Ахмада ибн Мусы ибн Джафара аль-Хилли (ум. 673/1274-75), объединившего данные из пяти главных шиитских трудов, упомянутых выше — ан-Наджаши, аль-Кашши, «Ар-Риджал» и «Аль-фихрист» ат-Туси и «Ар-риджал ад-дуафа» Ибн аль-Гадаири.
- Расширенная версия книги «Фихрист» шейха ат-Туси, дополнения в которую были внесены аль-Мухаккиком аль-Хилли;
- «Хусалат аль-авкат», «Ида аль-иштиба» и «Кашф аль-иштиба» Алламы аль-Хилли.
- «Аль-Маалим», «Тахрир Тавуси» и «Тартиб машихат ман ла йахдуруху-ль-факих» аль-Хасана ибн Зайнуддина аш-Шахида ас-Сани («второго мученика», ум. 1011/1602-3).
- «Джами аль-аквал» Йусуфа ибн Мухаммада аль-Хусейни аль-Амили (ум. 982/1574-75).
- «Маджма ар-риджал» муллы Али ибн Шарифуддина Инаятуллы Купаи (1016/1607-8), составившего этот свой труд на основе трудов аль-Кашши, ан-Наджаши, Ибн аль-Гадаири, разместив биографические справки передатчиков в алфавитном порядке.
- «Фихрист» Абд ал-Латифа ибн Али аль-Амили (ум. 1011/1602-3) и шейха Бахаи (ум. 1031/1621-22). Авторы данного труда составили перечень передатчиков хадисов из четырёх главных шиитских сводов — «Аль-Кафи», «Ман ла йахдуруху-ль-факих», «Тахзиб аль-ахкам» и «Аль-Истибсар».
- «Машихат китаб ман ла йахдуруху-ль-факих» Мухаммада Таки Маджлиси-первого (ум. 1070/1659-60).
- «Амаль аль-амаль» и «Тазкират аль-улама аль-мутааххирин» шейха Мухаммада ибн аль-Хасана Хурра аль-Амили (ум. 1104/1692-93).
- Труд по илм ар-риджал за авторством шейха Муртазы Ансари (ум. 1281/1864-65).
- «Иткаль аль-махаль» Мухаммада Тахи Наджафи (ум. 1323/1905), в данном труде автор разделил всех передатчиков на правдивых, праведных и слабых.
- «Айан аш-шиа» сейида Мухсина аль-Амили (ум. 1370/1950-51) в 34-х томах, изданных в Сирии.
- «Мусаффа аль-макаль» и «Аз-зариат иля тасаниф аш-шиа» Мухаммада Мухсина ат-Техрани. Каждый том труда «Аз-зариат иля тасаниф аш-шиа» посвящён передатчикам конкретного столетия, начиная с 4 века хиджры.

Это далеко не полный список шиитских книг по илм ар-риджал, ибо у многих других крупных шиитских учёных были аналогичные труды.